# Ōkuwa
Ōkuwa (大桑村, Ōkuwa-mura) est un village du district de Kiso, dans la préfecture de Nagano, au Japon.

## Géographie

### Démographie
Au 1er juin 2016, la population d'Ōkuwa s'élevait à 3 808 habitants répartis sur une superficie de 234,47 km2.

## Transports
Ōkuwa est desservi par la ligne principale Chūō de la JR Central.